# Ernestyna Winnicka
Ernestyna Winnicka, z domu Haselnus (ur. 27 stycznia 1952 w Żarach) – polska aktorka teatralna i filmowa żydowskiego pochodzenia, obecnie aktorka Teatru Żydowskiego w Warszawie.

## Życiorys
W latach 1973–1976 uczęszczała do Studium Aktorskiego przy Teatrze Żydowskim w Warszawie, gdzie zdała egzamin eksternistyczny dla aktorów dramatu. W latach 1976–1977 była aktorką Teatru Polskiego w Szczecinie, w latach 1977–1978 Teatru Dramatycznego im. Szaniawskiego w Płocku, w latach 1978–1983 Teatru Narodowego w Warszawie i przez kilka lat Teatru Ochoty. 

## Wybrana filmografia
- 2007: Plebania
- 2005: Lawstorant
- 2004: Ninas resa
- 1999: Czułość i kłamstwa
- 1997: Taekwondo
- 1989: Sceny nocne
- 1985: War and love
- 1984: Siedem życzeń − Duśka, przyjaciółka mamy (odc. 4)
- 1984: Idol
- 1983: Wedle wyroków Twoich...
- 1983: Nie było słońca tej wiosny
- 1983: Kartka z podróży
- 1982: Austeria
- 1980: Czułe miejsca
- 1980: Alice
- 1977: Pasja
- 1976: Trędowata

## Odznaczenia
- Srebrny Krzyż Zasługi – 2005[1]